# Lü Hongxiang
Lü Hongxiang (吕洪祥S, Lǚ HóngxiángP; Tientsin, 27 marzo 1960) è un ex calciatore cinese, di ruolo difensore.